# Heilinghaus
Heilinghaus ist ein Gemeindeteil des Marktes Waidhaus im Landkreis Neustadt an der Waldnaab (Regierungsbezirk Oberpfalz, Bayern).

## Geographische Lage
Die Einöde Heilinghaus befindet sich etwa vier Kilometer südlich von Waidhaus südöstlich des 591 Meter hohen Ulrichsberges.
Heilinghaus liegt südlich der Straße von Pfrentsch nach Burkhardsrieth.

## Geschichte
Heilinghaus (auch: Heiligenhaus) gehörte seit 1821 zusammen mit Zieglhütte, Thomasgschieß und dem Dorf Pfrentsch selbst zur Gemeinde Pfrentsch.
1976 wurde Heilinghaus als Teil der Gemeinde Pfrentsch nach Waidhaus eingemeindet.

## Religion
1913 hatte Heilinghaus ein Haus und drei Katholiken. Es gehörte zur Expositur Burkhardsrieth. Auf dem Gebiet der Pfarrei Pleystein, zu der die Expositur Burkhardsrieth gehörte, wohnten zu dieser Zeit 2757 Katholiken und 4 Protestanten.
1990 lebten in Heilinghaus vier Katholiken. Heilinghaus gehörte zur Expositur Burkhardsrieth der Pfarrei Pleystein. In der Expositur Burkhardsrieth lebten zu dieser Zeit 798 Katholiken und 12 Nichtkatholiken.

## Tourismus
In Heilinghaus gibt es einen Ponyhof, der Ausritte in die Umgebung und Reitunterricht anbietet sowie die Möglichkeit, Pferde in Pension zu nehmen.